# Phrataphernes
Phrataphernes (griech.: Φραταφέρνης; * vor 365 v. Chr.; † nach 323 v. Chr.) war unter dem letzten achämenidischen Perserkönig Dareios III. ein Satrap von Parthien und Hyrkanien im Nordosten des heutigen Iran. Nach dem Sturz des Dareios durch Alexander den Großen (330 v. Chr.) erhielt er seine alte Position zurück und war einer von dessen treuesten Gefolgsleuten.

## Leben
Phrataphernes gehörte zur höchsten persischen Aristokratie und war möglicherweise ein Abkömmling einer der sechs Familien, die einst dem Perserkönig Dareios I. auf den Thron verholfen hatten. Ob er die Verwaltung der Satrapien Parthien und Hyrkanien sowie möglicherweise Tapurien erst durch Dareios III. oder schon früher übertragen erhielt, ist nicht bekannt. Als loyaler Gefolgsmann des Dareios III. unterstützte er diesen mit Truppen im Krieg gegen Alexander den Großen. Erstmals erwähnt wird er in den Quellen anlässlich seiner Teilnahme an der Schlacht von Gaugamela (Oktober 331 v. Chr.), wo er entsprechend seiner Satrapenstellung die Kontingente der Parther, Hyrkaner und Tapurer befehligte. Nach der Niederlage gegen Alexander begleitete er den persischen Großkönig auf der Flucht in den Osten und hielt ihm bis zu dessen Ermordung (Juli 330 v. Chr.) die Treue. Nach Dareios’ Tod ergab er sich mit seinen Söhnen in der hyrkanischen Hauptstadt Zadrakarta dem siegreichen Makedonenkönig, der sich als Dareios’ Nachfolger betrachtete und daher königstreue Perser wie Phrataphernes freundlich empfing. Allerdings hatte Alexander Parthien und Hyrkanien bereits dem parthischen Adligen Amminapes unterstellt. Da Phrataphernes aber in der Folge vom Alexanderhistoriker Arrian wieder als Satrap von Parthien bezeichnet wird, hatte er dieses hohe Amt bald von Alexander zurückerhalten.
Ende 330 v. Chr. erhielt Phrataphernes von Alexander den Auftrag, an der Niederwerfung der Rebellion des Satibarzanes in der Provinz Areia mitzuwirken. Zu diesem Zweck schloss er sich dem ebenfalls zur Bekämpfung des Satirbazanes entsandten persischen Adligen Artabazos sowie den makedonischen Offizieren Erigyios und Karanos an. Während seines weiteren Aufenthalts in Areia 329 v. Chr. konnte er im Verbund mit Stasanor den Satrapen Arsakes (Nachfolger und Rivale von Satibarzanes) gefangen nehmen, ebenso auch andere Empörer, die vom sich als neuer Perserkönig gerierenden Bessos ernannt worden waren. Danach reiste er Anfang 328 v. Chr. mit Stasanor zum Winterlager Alexanders, das dieser in Zariaspa aufgeschlagen hatte, und lieferte ihm die Aufrührer aus. Im Winter 327/328 trafen Pharnabazos und Stasanor  erneut mit Alexander zusammen, als sie ihn in Nautaka in Sogdien aufsuchten. Manche Althistoriker wie Helmut Berve halten das vom Alexanderhistoriker Arrian berichtete Treffen von Pharnabazos und Alexander in Zariaspa als vermeintliche Dublette für unhistorisch; vielmehr habe es nur eine Zusammenkunft in Nautaka gegeben. Dagegen ist etwa der Althistoriker Ernst Badian von der Richtigkeit von Arrians Darstellung überzeugt.
In Nautaka erhielt Pharnabazos vom Makedonenkönig die Weisung, den aufständischen Satrapen Autophradates gefangen zu nehmen. Auch sollte er die von diesem verwalteten Satrapien Hyrkanien, Tapurien und Mardia – zusätzlich zu der ihm bereits zurückgegebenen Satrapie Parthien – übernehmen. Während Helmut Berve annimmt, dass Phrataphernes diese Aufgabe bereits 327 v. Chr. erfolgreich erledigte, glaubt Ernst Badian, dass ihm die Gefangennahme des Autophradates erst während oder nach Alexanders Rückkehr aus Indien gelang. Jedenfalls wurde der gefangene Autophradates erst während Alexanders Rückweg nach Persien 325/324 v. Chr. hingerichtet.
Phrataphernes hatte Alexander auf dessen Befehl kurz nach der Schlacht am Hydaspes (326 v. Chr.) in Indien aufgesucht, um ihm ein in seiner Satrapie stationiertes Heereskontingent an Thrakern zuzuführen. Wohl nicht lange danach kehrte er in seine Satrapie zurück. Als Alexanders Heer beim anstrengenden Marsch durch die Wüste Gedrosiens große Verluste erlitt, sandte er berittene Boten in die benachbarten Satrapien, um die Sendung von Hilfslieferungen nach Karmanien zu erwirken. Phrataphernes schickte seine Söhne Phradasmanes und Sisines mit Zugtieren, Pferden und Proviant los, und sie schlossen sich dem Satrapen Stasanor an, der den erschöpften Truppen Alexanders ebenfalls Hilfsgüter mitbrachte. Die beiden Söhne des Phrataphernes wurden vom Makedonenkönig  bei seinem Aufenthalt in Susa als Zeichen seiner Anerkennung in die Eliteabteilung (Agema) der Hetairenreiterei aufgenommen.
Danach taucht Phrataphernes erst wieder nach Alexanders Tod 323 v. Chr. in den Quellen auf; auch dessen Nachfolger, die Diadochen, bestätigten ihn in der Reichsordnung von Babylon in seiner Position als Satrap von Parthien und Hyrkanien. Hingegen  wurde bei der neuen Satrapienverteilung auf der Konferenz von Triparadeisos (320 v. Chr.) Parthien an Philippos, bis dahin Herrscher in Sogdien, vergeben. Ob Phrataphernes, der in den erhaltenen Quellen überhaupt keine Erwähnung mehr findet, zu diesem Zeitpunkt bereits der Tod ereilt hatte oder ob er wegen der Verstrickung in die Machtkämpfe nach Alexanders Tod nicht mehr berücksichtigt wurde, lässt sich aufgrund fehlender diesbezüglicher Informationen nicht entscheiden.